# Парк Оружейника Драгунова (Ижевск)
Парк Оружейника Драгунова — находится в Ленинском районе Ижевска. Назван в честь ижевского оружейника Евгения Фёдоровича Драгунова. Открыт 12 октября 2019 года.
Парк ограничен с севера улицей Оружейника Драгунова, с запада — улицей Маршала Ф. Я. Фалалеева, с востока — Пироговской улицей. Площадь сквера составляет 12 тыс. м².

## Гидрография
На территории парка находится речка, перекрытая дамбой и небольшой пруд. Летом постоянными обитателями пруда становятся утки, которых можно покормить. Зимой на пруду заливается каток.
| Название | Площадь, а |
| -------- | ---------- |
| Пруд     | 19,3       |
| Речка    | 0,3        |

## Галерея

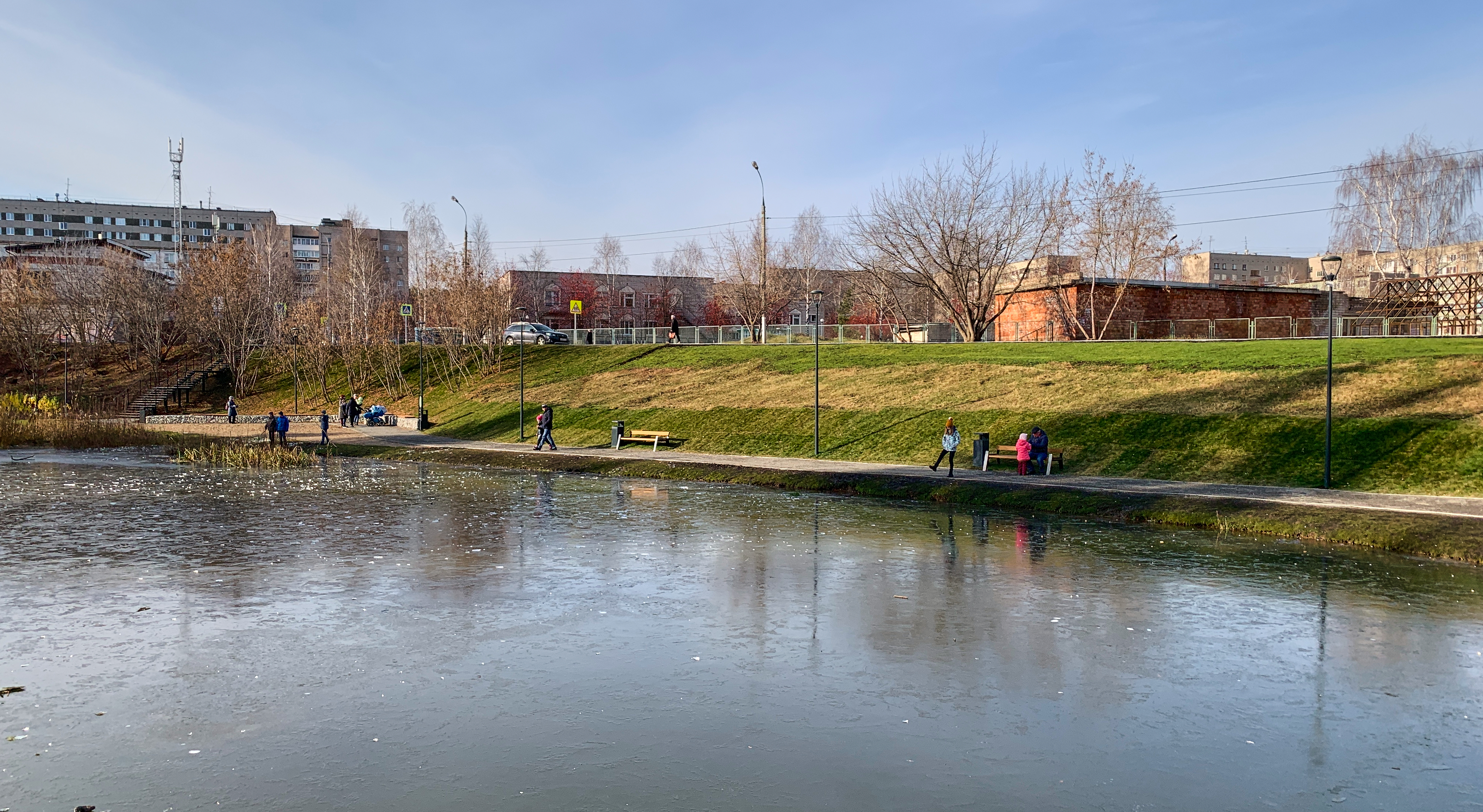
Вид из парка на улицу Оружейника Драгунова
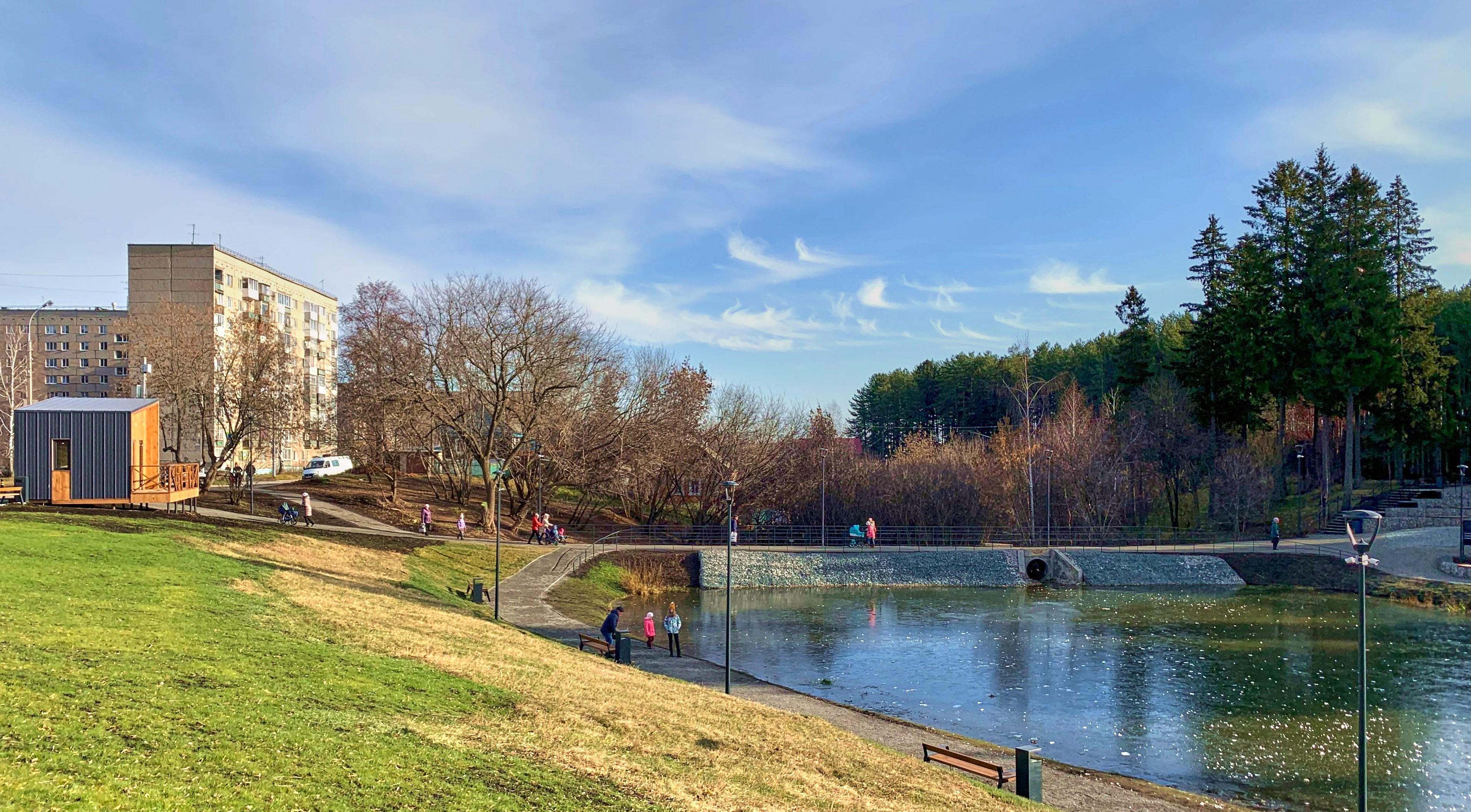
Вид с улицы Оружейника Драгунова
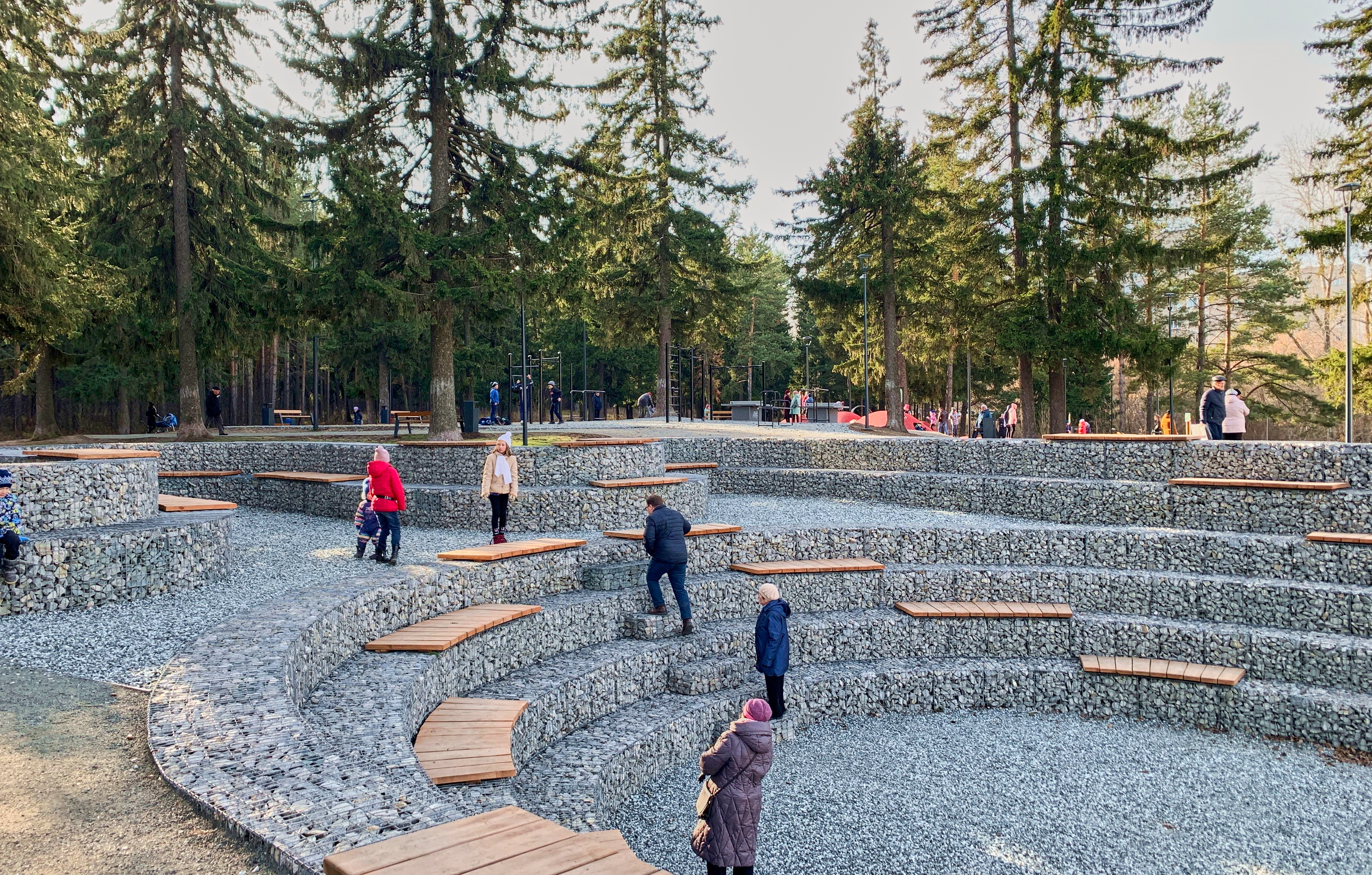
На территории парка